# Изобутан
Изобута́н (метилпропа́н, 2-метилпропан; химическая формула — (СН3)3СН)  — углеводород класса алканов, изомер нормального бутана (н-бутана).

## Физические свойства
Изобутан — бесцветный газ без запаха, растворяется в органических растворителях, с водой образует клатраты.
Содержится в газовом конденсате и нефтяных газах. Горюч.
Экологические характеристики и пожароопасность: ODP HGWP GWP ПДК Класс опасности 4. Транспортировка и хранение: заливают в железнодорожные цистерны, а также в баллоны, вместимостью от 32 до 120 л, в контейнеры и другие сосуды, рассчитанные на давление 2 МПа. Коэффициент заполнения 0.5 кг продукта на 1 л вместимости сосуда. Перевозят любым видом транспорта. Хранят в складских помещениях, обеспечивающих защиту от солнечных лучей.

## Производство
Изобутан получают путём изомеризации нормального бутана под воздействием хлорида алюминия (в качестве катализатора) при высокой температуре:

## Применение

### Сырьё для получения изобутилена
Основное применение изобутана в промышленности — сырьё для получения изобутилена, в свою очередь являющегося сырьём для получения бутилкаучука. Процесс производства изобутилена — каталитическое дегидрирование.

### Хладагент
Наряду с циклопентаном применяется в холодильной и теплонасосной технике в качестве хладагента, особенно для бытовых холодильников и кондиционеров. Не разрушает озоновый слой. Применение изобутана в качестве хладагента позволяет обеспечить пониженное энергопотребление. На холодильники, работающие на горючих хладагентах, каким является и изобутан, распространяются дополнительные требования безопасности — они должны иметь такую конструкцию, чтобы при незапланированной утечке хладагента из системы в зонах размещения электрических узлов, способных инициировать воспламенение, не могла образовываться взрывоопасная концентрация.

### Другие применения
Используется в качестве сырья для процесса алкилирования и производства МТБЭ в нефтепереработке.
Благодаря высокому октановому числу (100) изобутан применяется в качестве компонента горючего для двигателей внутреннего сгорания. Также изобутан часто применяется в качестве наполнителя в баллончиках с аэрозолем.
Используется в газовых зажигалках и баллонах заправки к ним.

## Влияние на организм человека
Изобутан, как и большинство углеводородов, имеет 4 класс опасности веществ (малоопасные по степени воздействия на организм человека при контакте с ними в обычных условиях вред для здоровья минимален и обычно не требуется принятия специальных мер защиты, за исключением соблюдения общих правил техники безопасности). 1
При длительном вдыхании может вызывать сонливость и головокружение, связанные в основном с недостатком кислорода.